# Carlo Ponti (fotograf)

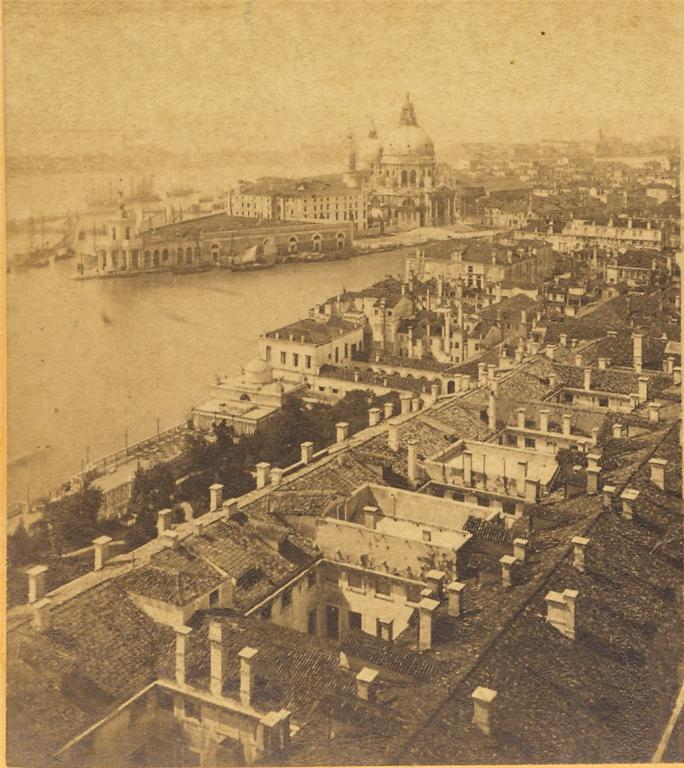
Carlo Ponti: Panorama Benátek s Bazilikou svatého Marka

Carlo Ponti (1823, Sagno, kanton Ticino, Švýcarsko - 16. listopadu 1893, Benátky) byl italský fotograf a optik narozený ve Švýcarsku. Je známý svými výtvarnými obrazy Benátek, pohledů na město a na každodenní život v něm. Profesně aktivní byl v období 1858-1875 nejen v Benátkách, ale také ve Veroně a Padově. Byl jedním z portrétních fotografů a fotografů architektury 19. století. Pracoval jako optik italského krále Viktora Emanuela II. a vynalezl megalethoskop - zařízení na prohlížení fotografií.

## Život a dílo
V roce 1857 v Benátkách spoluvlastnil fotografické studio s fotografem Carlo Naya. Ponti i Naya byli považováni za vynikající fotografy města. Pontiho fotografie nejsou jen mistrovská díla fotografování architektury, ale uměl také portrétovat. Snímky poskytují pohled na společnost chudých Benátek. Fotografoval chudé obyvatele a komponoval žánrové snímky z jejich života či povolání.
V roce 1864 převzal fotografický archiv Domenica Bresolina (1813-1900).

## Galerie

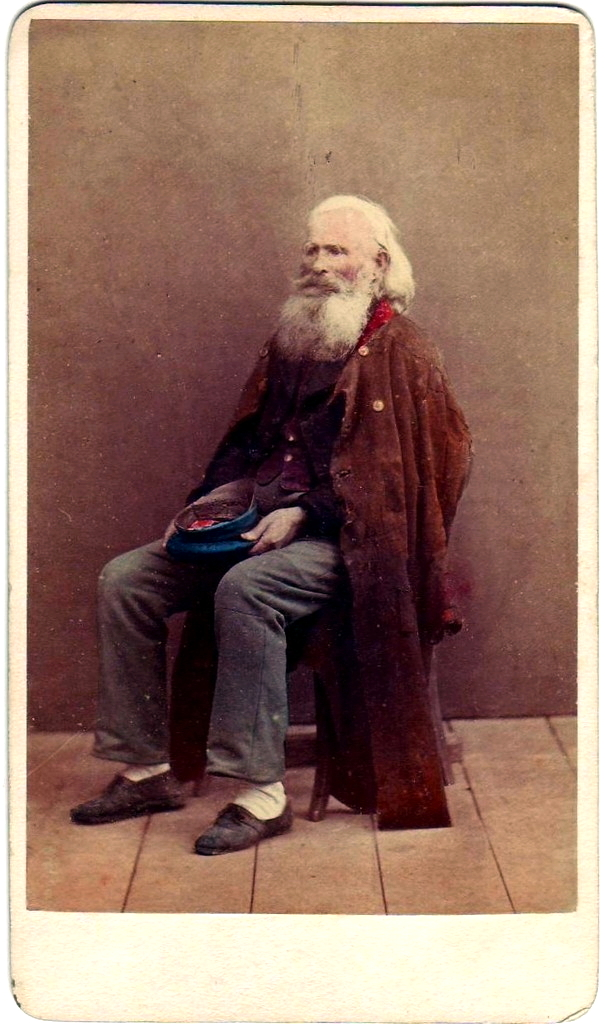
Žebrák
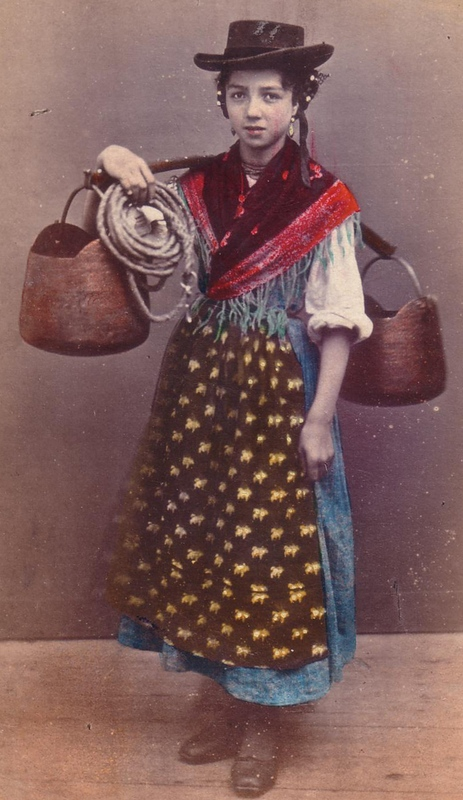
Nosička vody, Benátky
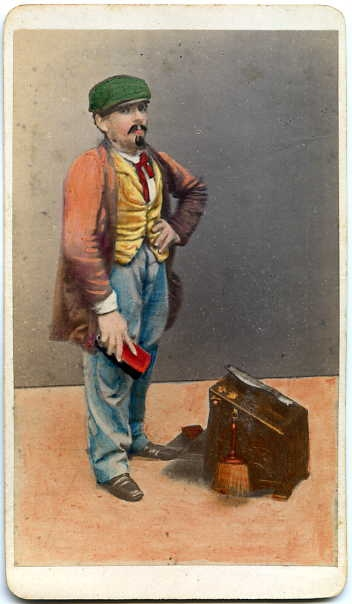
Čistič bot
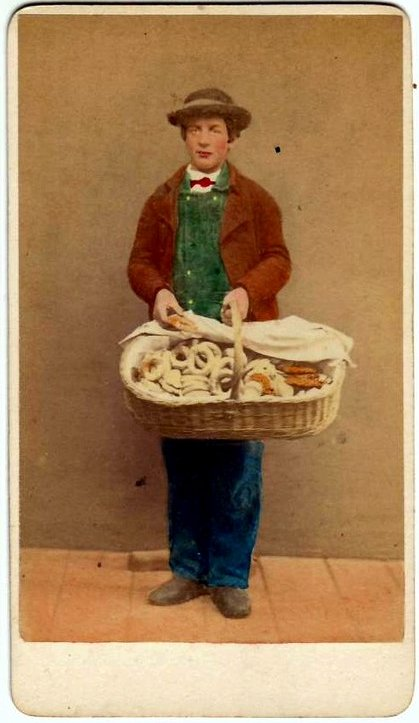
Podomní obchodník
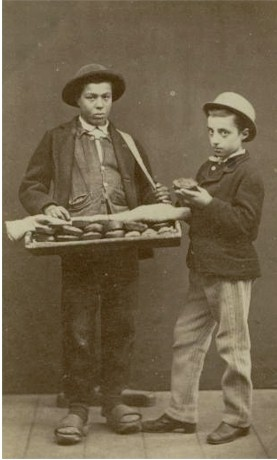
Podomní obchodníci
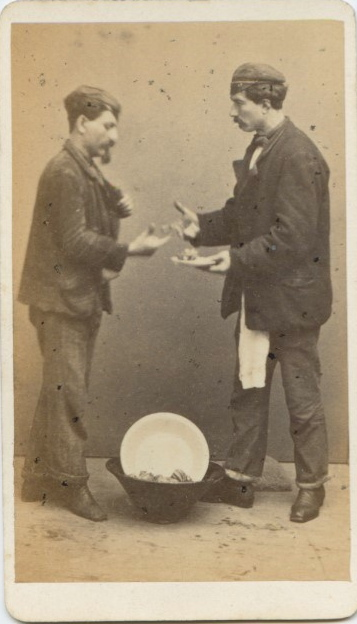
Podomní obchodníci
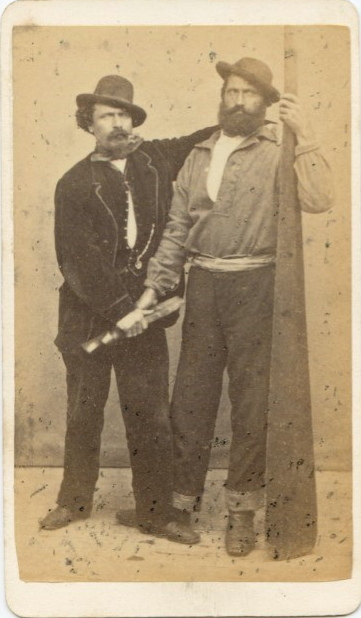
Gondoliéři
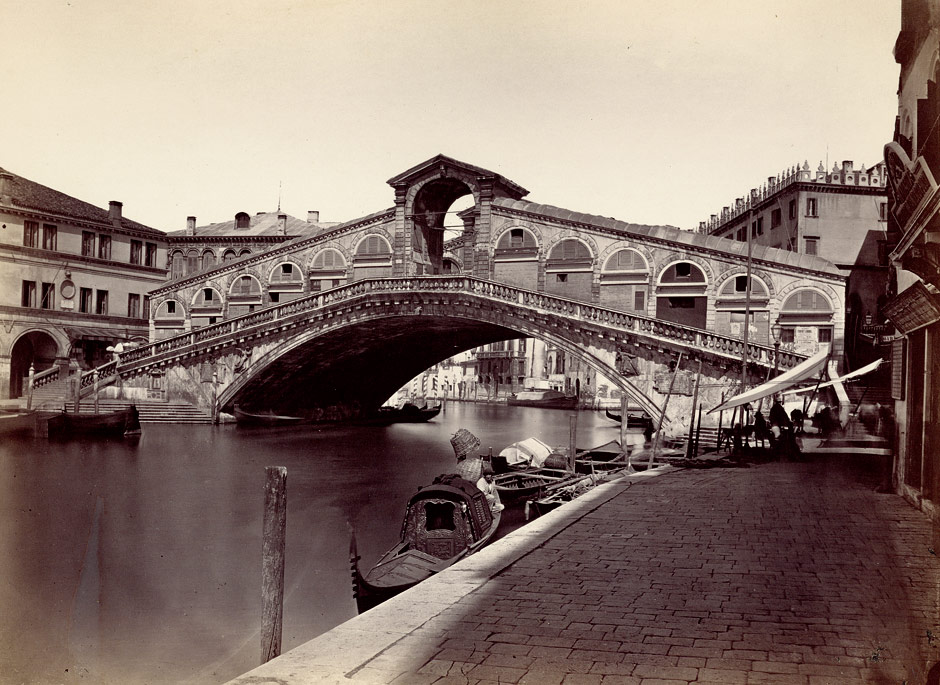
Ponte Rialto, asi 1870